# 밥 존스
로버트 레이놀즈 밥 존스(Robert Davis Reynolds Jones, 1883년 10월 30일 ~ 1968년 1월 16일)는 미국의 복음전도자이며 경건한 방송설교가이며, 밥 존스 대학교의 창립자이자 첫 총장이었다. KKK(쿠 클럭스 클랜) 단체의 과격한 그들의 행동을 거부했지만 그는 빌리 선데이 전도자처럼 KKK의 후원을 받아들였다.

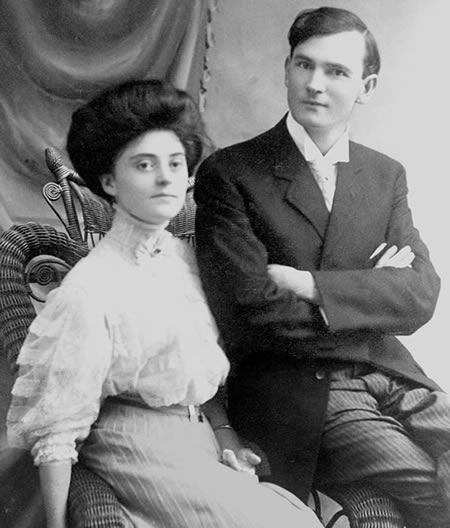
밥 존스와 그의 아내, 1908년 6월

## 작품
- Bob Jones' Sermons
- On Here and Hereafter
- "My Friends" (radio messages based on Jones's chapel sayings)
- Things I Have Learned: Chapel Talks by Bob Jones Sr. (1945)
- Is Segregation Biblical? (1960)

## 같이 보기
- 밥 존스 대학교